# Троекурово (деревня, Чаплыгинский район)
Троекурово — деревня Чаплыгинского района Липецкой области, входит в состав Конюшковского сельсовета. 

## Географическое положение
Деревня расположена на берегу реки Сухая Кобельша в 3 км на северо-запад от центра поселения села Конюшки, в 8 км на северо-восток от ж/д станции Троекурово и в 32 км на север от райцентра города Чаплыгин.

## История
Федоровское, Пирожково, Трегубово тож, в качестве новоселебного села с церковью преподобного отца Феодора Студийского упоминается в окладных Ряжских книгах 1676 года. В 1746 году Феодоровская церковь была перестроена, в 1850 г. дан был указ на перестройку церкви, которая и окончена была в 1853 г. 
В XIX — начале XX века село входило в состав Ведновской волости Раненбургского уезда Рязанской губернии. В 1906 году в селе было 53 дворов.
С 1928 года деревня Троекурово входила в состав Конюшковского сельсовета Троекуровского района Козловского округа Центрально-Чернозёмной области, с 1954 года — в составе Липецкой области, с 1963 года — в составе Чаплыгинского района.

## Население
| 1859 | 1906 | 2010 |
| ---- | ---- | ---- |
| 339  | ↗368 | ↘13  |